# 栗城眞也
栗城 眞也（くりき しんや、1946年 - ） は、日本の医用生体工学者。北海道大学名誉教授。元日本生体磁気学会会長。

## 人物・経歴
1970年北海道大学大学院工学研究科修士課程修了。1976年北海道大学工学博士。1980年北海道大学電子科学研究所助教授。1991年北海道大学電子科学研究所教授、生理学研究所客員教授。2003年日本生体磁気学会会長。2009年定年退職、北海道大学名誉教授、東京電機大学教授。脳機能計測専攻。

## 著書
- 『脳をみる』オーム社 1995年
- 『脳磁気科学 : SQUID計測と医学応用』（原宏と共編）オーム社 1997年
- 『ブレインサイエンス・レクチャー脳のイメージング』（宮内哲, 星詳子, 菅野巖と共著）共立出版 2016年